# Kosmos 2362
Kosmos 2362, ruski navigacijski satelit iz programa Kosmos. Vrste je GLONASS (Glonass br. 786, Uragan br. 86L). 
Lansiran je 30. prosinca 1998. godine u 18:35 s kozmodroma Bajkonura (Tjuratam) u Kazahstanu. Lansiran je u srednje visoku orbitu oko planeta Zemlje raketom nosačem Proton-K/DM-2 8K72K. Orbita mu je 19125 km u perigeju i 19582 km u apogeju. Orbitna inklinacija mu je 64,82°. Spacetrackov kataloški broj je 25593. COSPARova oznaka je 1998-077-A. Zemlju obilazi u 684,63 minute. Pri lansiranju bio je mase 1400 kg i nominalne snage 1600 W.
Izvorna namjena bila je za locirati vlastite civilne zrakoplove, trgovačka i ribarska plovila, no njima su se složili i američki prijamnici sustava GPS-a kao dopunski i sigurnosni sustav GPS-u.
Više dijelova iz ove misije odvojilo se od letjelice i vratilo se u atmosferu, a kružili su u niskoj, srednjoj pa čak i visokoj orbiti, dok je blok 92L u srednjoj orbiti i danas.

## Vanjske poveznice
- N2YO.com Search Satellite Database
- Celes Trak SATCAT Format Documentation (engl.)
- Kunstman  Arhivirana inačica izvorne stranice od 12. kolovoza 2019. (Wayback Machine) Satellites in Orbit (engl.)